# José Luis Rodríguez Puértolas
José Luis Rodríguez Puértolas (Zaragoza; 1946) es un periodista español, que ha desarrollado casi toda su carrera profesional en la cadena pública Televisión Española, bien como presentador, director, guionista, productor o directivo.

## Inicios
En sus inicios en la emisora, se incorporó a los servicios informativos, haciendo colaboraciones en diferentes programas o presentando el espacio Página del domingo (1974-1975). A la finalización de este programa, se puso detrás de la cámara para dirigir el concurso ¿Quién es? (1976), con Manuel Calvo Hernando y el informativo Tierras viejas, voces nuevas (1977), en el que se mostraba la realidad sociopolítica de cada una de las provincias españolas.

## Vivir cada día
Un año después puso en marcha uno de sus proyectos más ambiciosos, y por el que más se le recuerda, el docudrama Vivir cada día, un espacio documental que bien podría ser considerado un antecedente de los actuales reality shows. El programa se mantuvo diez años en pantalla, gozó del agrado del público y obtuvo numerosos premios (entre ellos dos Premios Ondas en 1979 y 1983 y dos TP de Oro en 1980 y 1983).

## Producción
Tras la cancelación del programa, José Luis Rodríguez Puértolas se mantuvo ligado a TVE, a partir de ese momento como productor ejecutivo de series y programas. Algunos de ellos fueron El marco de la fama (1990), Crónicas Urbanas (1991), Ausencias y retornos (1991) y Villa Rosaura (1994), con Rosa María Sardà.

## Funciones directivas
En 1993 fue nombrado Director del área de programas de ficción y en 1995 Director del TVE Internacional, cargo que aún ostenta en febrero de 2007.